# Souk El Najjarine

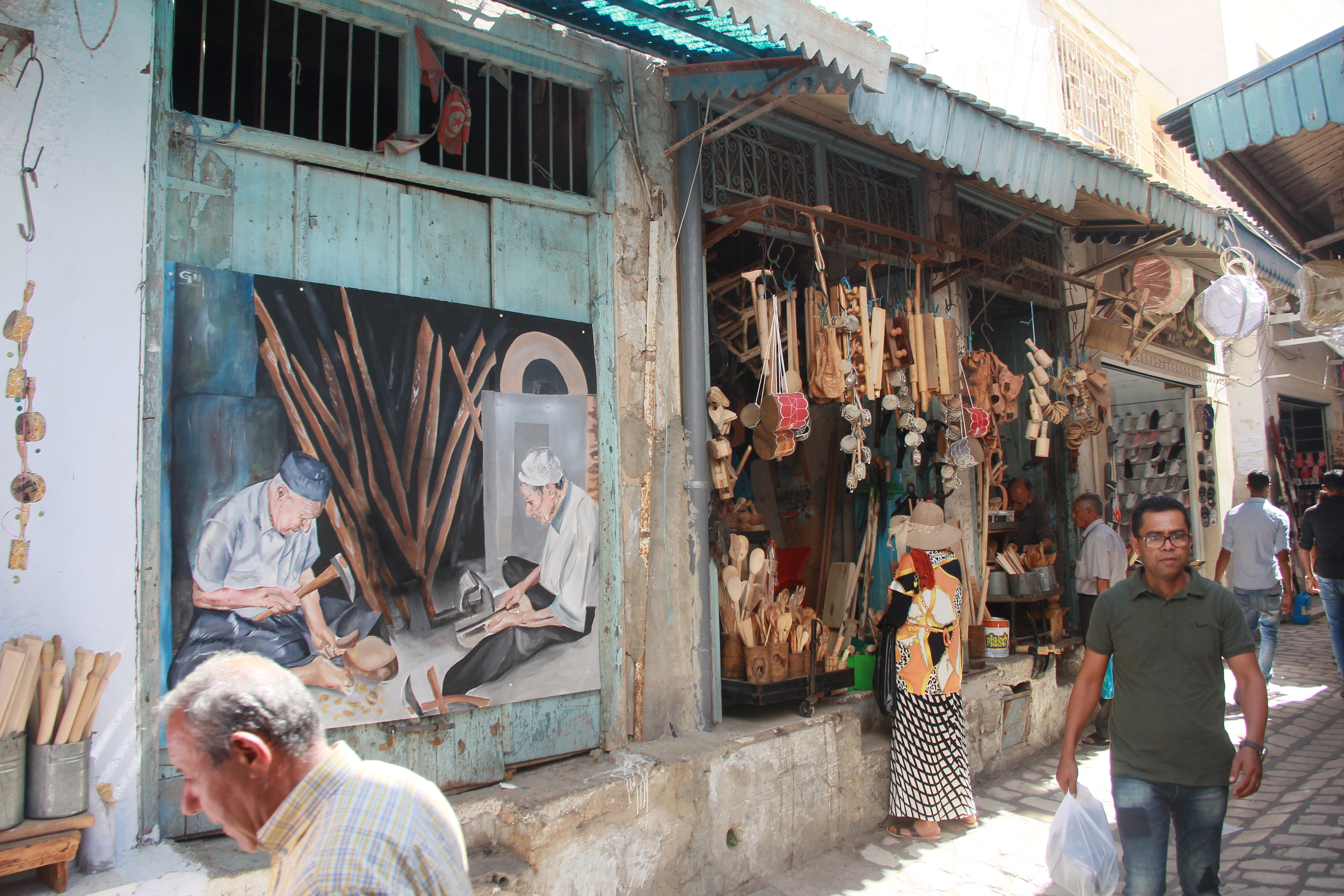
Souk El Najjarine.

Le souk El Najjarine (arabe : سوق النجارين soit « souk des menuisiers ») est l'un des souks de la médina de Sfax.

## Description
Ce souk se situe à l'intersection du souk El Haddadine et de Nahj El Bey (actuelle rue Mongi-Slim), à proximité de Bab Nahj El Bey. On y exerce une menuiserie particulière à base de bois d'olivier (arabe : نجارة الجبوس ou Njaret El Jabbous en dialecte local). Elle consiste à transformer cette matière première d'une façon artisanale en toute sorte d'instruments, d'outils agricoles et d'ustensiles domestiques traditionnels. 
Les artisans du souk El Najjarine conservent encore leurs métiers traditionnels malgré la concurrence due à la mécanisation de l'agriculture.